# Fiona Dourif
Fiona Dourif (Woodstock, 30 ottobre 1981) è un'attrice statunitense.

## Biografia
Figlia dell'attore e doppiatore Brad Dourif, è nota per aver partecipato insieme al padre ai film e alla serie televisiva della saga horror de La bambola assassina (La maledizione di Chucky, Il culto di Chucky e Chucky), in cui interpreta la protagonista Nica Pierce.

## Filmografia

### Cinema
- Little Chenier, regia di Bethany Ashton Wolf (2006)
- The Lucky One, regia di Brett Levner (2007)
- Garden Party, regia di Jason Freeland (2008)
- Frank the Rat, regia di James Cozza (2009)
- Oltre le regole - The Messenger (The Messenger), regia di Oren Moverman (2009)
- Athena, regia di Max Hoffman (2010)
- Mafiosa, regia di Yusaku Mizoguchi (2010)
- Letters from the Big Man, regia di Christopher Münch (2011)
- The Master, regia di Paul Thomas Anderson (2012)
- La maledizione di Chucky (Curse of Chucky), regia di Don Mancini (2013)
- The Gambling - Gioco pericoloso (Gutshot Straight), regia di Justin Steele (2014)
- Fear Clinic, regia di Robert Hall (2014)
- Precious Mettle, regia di Edmond G Coisson (2014)
- Il culto di Chucky (Cult of Chucky), regia di Don Mancini (2017)
- Tenet, regia di Christopher Nolan (2020)
- Don’t look at the demon, regia di Brando Lee (2022)

### Televisione
- Deadwood – serie TV, episodi 2x02-2x03-2x06 (2005)
- Thief - Il professionista (Thief) – serie TV, 4 episodi (2006)
- Law & Order - Unità vittime speciali (Law & Order: Special Victims Unit) – serie TV, episodio 10x03 (2008)
- Bored to Death - Investigatore per noia (Bored to Death) – serie TV, episodio 1x1 (2009)
- True Blood – serie TV, 8 episodi (2011)
- The Protector – serie TV, episodio 1x13 (2011)
- Rizzoli & Isles – serie TV, episodio 6x06 (2015)
- Dirk Gently - Agenzia di investigazione olistica (Dirk Gently's Holistic Detective Agency) – serie TV, 15 episodi (2016-2017)
- When We Rise – miniserie TV, 4 episodi (2017)
- Shameless – serie TV, episodio 8x10 (2018)
- The Blacklist – serie TV, 10 episodi (2018-2021)
- The Purge – serie TV, 5 episodi (2018)
- Utopia – serie TV, 3 episodi (2020)
- Helstrom – serie TV, episodio 1x05 (2020)
- The Stand – miniserie TV, 4 puntate (2021)
- Chucky – serie TV, 12 episodi (2021-2024)
- The Pitt – serie TV (2025)

## Doppiatrici italiane
Nelle versioni in italiano delle opere in cui ha recitato, Fiona Dourif è stata doppiata da:
- Monica Ward in La maledizione di Chucky, Il culto di Chucky
- Eleonora Reti in Tenet
- Francesca Manicone in Chucky (Nica Pierce)
- Tania De Domenico in Thief - Il professionista
- Gemma Donati in Shameless
- Giulia Catania in When We Rise
- Ilaria Latini in Utopia
- Letizia Scifoni in Dirk Gently - Agenzia di investigazione olistica
- Rachele Paolelli in The Blacklist
- Angela Brusa in Helstrom

Come doppiatrice è stata sostituita da:
- Serena Sigismondo in Chucky (Charles Lee Ray)